# Григоре, Драгош
Драгош Григоре (рум. Dragoș Grigore; род. 7 сентября 1986, Васлуй) — румынский футболист, центральный защитник клуба «Глория».

## Клубная карьера
Профессиональную карьеру начал в 2006 году в «ЧФР Тимишоара».
В 2008 году перешёл в столичный «Динамо».
С 2014 по 2015 года выступал за французский клуб «Тулуза». Следующие 3 года провёл в катарском клубе «Ас-Сайлия».
В 2018 году стал игроком болгарского «Лудогорца».
В 2021 году подписал контракт с бухарестским «Рапидом». 

## Карьера за сборную
9 февраля 2011 года состоялся дебют за национальную сборную Румынии в матче Международного турнира в Кипре против хозяев турнира (1:1). Всего Григоре провёл 38 матчей за сборную.

### Гол за сборную
| Дата            | Место                                 | Соперник | Счёт | Результат | Турнир                    |
| --------------- | ------------------------------------- | -------- | ---- | --------- | ------------------------- |
| 7 сентября 2020 | Вёртерзе-Штадион, Клагенфурт, Австрия | Австрия  | 1–2  | 2–3       | Лига наций УЕФА 2020/2021 |

## Достижения

### «Динамо» Бухарест
- Обладатель Кубка Румынии: 2011/12
- Обладатель Суперкубка Румынии: 2012

### «Лудогорец»
- Чемпион Болгарии: 2018/19, 2019/20, 2020/21
- Обладатель Суперкубка Болгарии: 2019